# Пінбол

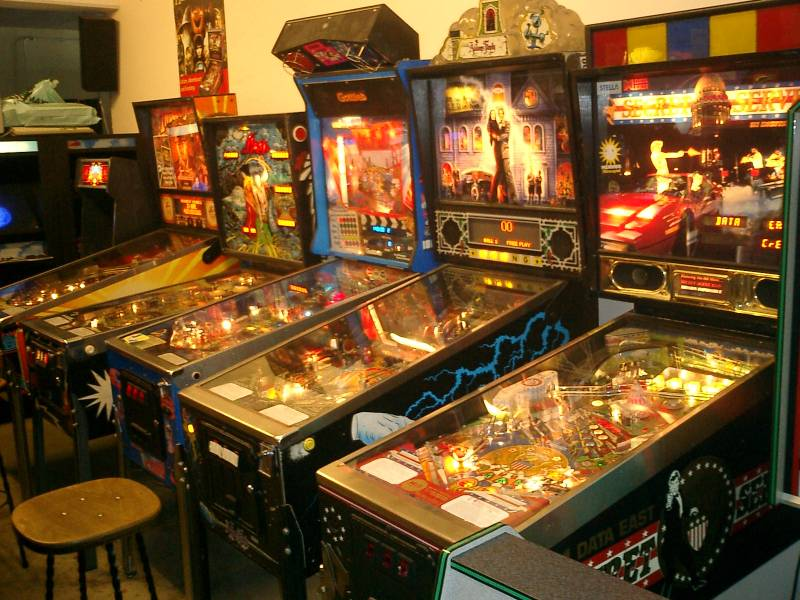
Пінбольні автомати

Пінбол (англ. pinball) — тип гри, в якій гравець набирає ігрові очки, маніпулюючи одним або кількома металевими кульками на ігровому полі накритому склом (пінбол-машині) за допомогою лапок (фліперів).
Основна мета гри — набрати максимальну кількість ігрових очок. Друга за важливістю мета — максимально збільшити тривалість гри (за допомогою екстра-кульок (англ. extra ball) та максимально можливого за часом утримання кульки на ігровому полі) та отримати додаткову гру (відому як англ. replay).